# Bryan Thomas
Bryan Thomas (nascido em 7 de junho, 1979, em Birmingham, Alabama) é um jogador de futebol americano que atua como linebacker do New York Jets na National Football League. 